# Élections européennes de 2014 en Lituanie
Les élections européennes de 2014 ont eu lieu entre le 22 et le 25 mai selon les pays, et le dimanche 25 mai 2014 en Lituanie. C'étaient les premières élections depuis l'entrée en vigueur du Traité de Lisbonne qui a renforcé les pouvoirs du Parlement européen et modifié la répartition des sièges entre les différents États-membres. Ainsi, les Lituaniens n'ont pas élu 12 députés européens comme en 2009, mais 11 seulement.

## Mode de scrutin
Les onze députés européens lituaniens sont élus au suffrage universel direct par les citoyens lettons et les ressortissants de l'UE vivant en Lituanie, et âgés de plus de 18 ans. Le scrutin se tient selon le mode du vote préférentiel, et les sièges sont répartis proportionnellement entre les listes ayant dépassé 5 % des suffrages exprimés selon la méthode du plus fort reste.

## Campagne

### Candidats
Le tableau suivant présente les partis participant aux élections européennes en Lituanie.
| Partis | Partis                                                    | Abréviation | Tête de liste          | Groupe au PE |
| ------ | --------------------------------------------------------- | ----------- | ---------------------- | ------------ |
|        | Union de la patrie - Chrétiens-démocrates lituaniens      | TS-LKD      | Algirdas Saudargas     | PPE          |
|        | Parti social-démocrate lituanien                          | LSDP        | Zigmantas Balčytis     | S&D          |
|        | Ordre et justice                                          | TT          | Rolandas Paksas        | ELD          |
|        | Parti du travail                                          | DP          | Viktoras Uspaskich     | ADLE         |
|        | Mouvement libéral de la République de Lituanie            | LRLS        | Gintaras Steponavičius | ADLE         |
|        | Parti vert                                                | ZP          | Linas Balsys           |              |
|        | Union centriste et libérale                               | LiCS        | Artūras Melianas       |              |
|        | Action électorale polonaise de Lituanie et Alliance russe | LLRA        | Valdemar Tomaševski    | ECR          |
|        | Comité électoral public « B »                             |             | Mindaugas Šimkūnas     |              |
|        | La voie du courage                                        |             | Jonas Varkala          |              |
|        | Parti populaire lituanien                                 |             | Andrius Šedžius        |              |
|        | Union paysanne et verte lituanienne                       | LVŽS        | Ramūnas Karbauskis     |              |
|        | Alliance des Russes                                       |             | Irina Rozova           |              |
|        | Front socialiste populaire                                |             | Algirdas Paleckis      |              |
|        | Union nationaliste lituanienne                            | LTS         | Julius Panka           |              |

### Sondages
| Institut | Date         | TS-LKD | LSDP  | TT     | DP     | LRLS  | ZP    | LLRA | Autres |
| -------- | ------------ | ------ | ----- | ------ | ------ | ----- | ----- | ---- | ------ |
| Institut | Date         |        |       |        |        |       |       |      |        |
| Vilmorus | Mars 2014    | 2*     | 3*    | 2*     | 1*     | 1*    | 1*    | 1*   | -      |
| Vilmorus | Février 2014 | 12 %   | 29,2% | 15,7 % | 12,6 % | 9,6 % | 5,1 % | -    | 15,8 % |

(*) Mandats

## Résultats

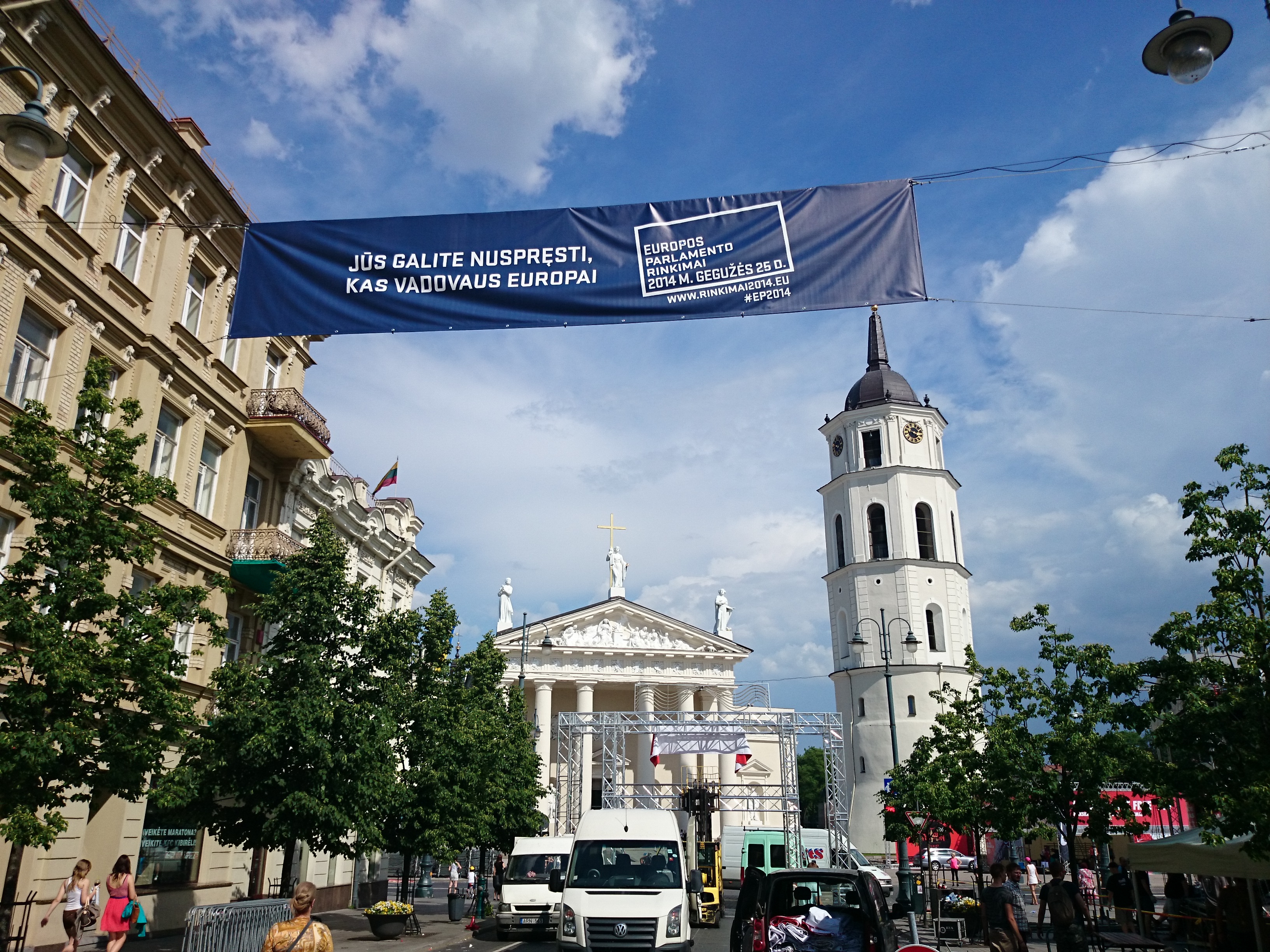
Campgen d'intitation au vote

### Répartition
| Parti                                                                 | %       | Sièges | Groupe parlementaire européen |
| --------------------------------------------------------------------- | ------- | ------ | ----------------------------- |
| Union de la patrie - Chrétiens-démocrates lituaniens (TS-LKD)         | 17,39 % | 2      | PPE                           |
| Parti social-démocrate lituanien (LSP)                                | 17,27 % | 2      | S&D                           |
| Mouvement libéral de la République de Lituanie (LRLS)                 | 16,52 % | 2      | ADLE                          |
| Ordre et justice (TT)                                                 | 14,27 % | 2      | ELDD                          |
| Parti du travail (DP)                                                 | 12,83 % | 1      | ADLE                          |
| Action électorale polonaise de Lituanie (LLRA) et Alliance russe (RA) | 8,06 %  | 1      | CRE                           |
| Union populaire agraire lituanienne (LVZS)                            | 6,62 %  | 1      |                               |

### Analyse
Avec une participation de 47,31 % les Lituaniens se sont bien plus rendus aux urnes qu'en 2009 (20,98 %), mais légèrement moins qu'en 2004 (48,3 %).
Alors que les sondages annonçaient la victoire du Parti social-démocrate, celui-ci a terminé à égalité avec l'Union de la patrie - Chrétiens-démocrates lituaniens, les deux partis enregistrant de lourdes pertes. Le premier a ainsi perdu un siège, alors que le second en a perdu deux. Le grand vainqueur de ces élections est en fait le Mouvement libéral, dont le score n'avait pas été anticipé et qui a gagné un siège par rapport à 2009.
En quatrième et cinquième place, Ordre et justice, allié de UKIP au sein du Parlement européen, a conservé ses deux sièges, alors que le Parti du travail en a perdu un et a vu son score divisé par deux. Enfin les deux derniers sièges ont été remportés par l'Action électorale polonaise de Lituanie, qui maintient son score de 2009, et par l'Union populaire agraire lituanienne, qui fait son entrée au Parlement européen.